# Ingvar Rydell
Ingvar Rydell (ur. 7 maja 1922 w Bäcke, zm. 20 czerwca 2013 w Västra Ingelstad) – szwedzki piłkarz, napastnik. Brązowy medalista MŚ 1950.
Grał w Billingsfors IK, ale sukcesy odnosił w Malmö FF. Z tym klubem zostawał mistrzem Szwecji, a w 1950 był królem strzelców pierwszej ligi. W reprezentacji Szwecji zagrał 14 razy. Podczas finałów zagrał w jednym meczu, w spotkaniu z Hiszpanią zastąpił w składzie Hasse Jeppsona. W 1952 razem z kolegami sięgnął po brązowe medale olimpijskie w Helsinkach.